# Louis-Anne La Virotte
Louis-Anne La Virotte  (* 1725 in Nolay; † 3. März 1759 in Paris) war ein französischer Arzt und  Enzyklopädist.

## Leben und Wirken
Er studierte zunächst Medizin an der Universität Montpellier. Danach ging er in die Hauptstadt Paris und arbeitete am Journal des sçavans mit.
Er wurde in die Position eines Docteur régent an der Faculté de médecine de Paris gesetzt und war dort für viele Jahre einer der achtzehn königlichen Zensoren,  dix-huit censeurs royaux für Naturgeschichte, Medizin und Chemie. Zu Beginn des Siebenjährigen Krieges, im Jahre 1757, trat er in die Armee von Westfalen, armée de Westphalie ein. In den darauffolgenden Jahren ging er an das Hôpital de la Charité.  Melchior Grimm sah in ihm eine Person mit viel Wissen und Literaturkenntnissen und sei so für ihn ein starker Geist mit angenehmen Qualitäten gewesen.
Für die Encyclopédie von Denis Diderot und Jean-Baptiste le Rond d’Alembert schrieb er mehrere Artikel über die  medizinische Themen.

## Werke (Auswahl)
- Observations sur une Hydrophobie spontanée, suivie de la rage. (1757)
- Découvertes philosophiques de Newton de Maclaurin. (1749)